# Fernando de Herrera
Fernando de Herrera (zvaný el Divino – Božský, 1534–1597) byl španělský básník a kněz počátku baroka.

## Biografie
Žil na malé faře na španělské venkově, studoval italskou a latinskou literaturu a sám se věnoval literární tvorbě. Přestože žil v ústraní, přátelil se s mnoha významnými umělci své doby (mj. s Cervantesem). Mimo drobnějších historických a literárněhistorických spisů psal především poesii. Patří k nejvýznamnějším básníkům své doby, vynikal velmi bohatým stylizovaným jazykem (je pokládán za předchůdce kulteranismu a řadí se k literárnímu manýrismu), vzletnou lyrickou silou a bohatou obrazností biblického charakteru. Tvořil především milostné elegie o fiktivní dámě, napodobující Petrarcu, a vysoce ceněné hrdinské ódy, zejm. A la batalla de Lepanto (Na bitvu u Lepanta).